# Özgür Emre Yıldırım
Özgür Emre Yıldırım (* 26. Oktober 1983 in Istanbul) ist ein türkischer Kino- und Fernsehschauspieler. In Deutschland ist er für seine Rolle in Tschiller: Off Duty bekannt.

## Leben
Yıldırım ging auf das Bakırköy-Gymnasiuml. Nach dem Abschluss absolvierte er 2006 das Müjdat Gezen Sanat Merkezi als Abendschule und besuchte im Anschluss die private Schauspielschule Marmara Akademisi.

## Filmographie

### Kino
- 2011: The Film
- 2015: Takım
- 2015: Eksik
- 2015: Sarmaşık
- 2016: Tschiller: Off Duty
- 2016: İkimizin Yerine
- 2018: Arif v 216
- 2018: Ölümlü Dünya
- 2018: Aşkın Gören Gözlere İhtiyacı Yok

### Fernsehen
- 2012: Elde Var Hayat
- 2014: Vicdan
- 2015: Karadayı
- 2016: Yıldızlar Şahidim
- 2016: Aile İşi
- 2021: 50 m²